# Henk Steeman
Hermanus Hendrikus „Henk” Steeman (ur. 15 stycznia 1894 w Rotterdamie, zm. 16 lutego 1979 w Hadze) –piłkarz holenderski grający na pozycji pomocnika. W swojej karierze rozegrał 13 meczów w reprezentacji Holandii.

## Kariera klubowa
W swojej karierze piłkarskiej Steeman grał w klubach Sparta Rotterdam i Quick 1888 z Nijmegen.

## Kariera reprezentacyjna
W reprezentacji Holandii Steeman zadebiutował 24 sierpnia 1919 w przegranym 1:4 towarzyskim meczu ze Szwecją, rozegranym w Sztokholmie. W 1920 roku został powołany do kadry na Igrzyska Olimpijskie w Antwerpii. Na tych igrzyskach zdobył brązowy medal. W kadrze narodowej od 1919 do 1925 roku rozegrał 4 mecze.